# Masoud Zoohori
 (août 2021).
Masoud Zoohori, né le 13 mars 1964, est un propriétaire de médias irano-australien, joueur de fléchettes et président fondateur de l'Association iranienne de fléchettes,,.
Il est le PDG de Radio Neshat.

## Biographie
Zoohori est l'un des fondateurs et promoteurs des fléchettes en Iran. Il a été le fondateur et le premier chef de l'Association iranienne de fléchettes,.

## Publications
- The Allures of Darts: Methods, Training, Techniques and Tactics, and General Rules and Regulations, Masoud Zoohori, Téhéran: Kavoshpardaz 2008, (ISBN 978-964-2665-48-8)
- The Allures of Darts: Training, Techniques and Tactics, and the Regulations, Masoud Zoohori, Téhéran: Bamdad-e Ketab 2009, (ISBN 9786009125975)